# Serve del Sacro Cuore di Gesù
Le Serve del Sacro Cuore di Gesù (in spagnolo Mínima Congregación de Siervas del Sagrado Corazón de Jesús; sigla S.C.J.) sono un istituto religioso femminile di diritto pontificio.

## Storia
La congregazione fu fondata l'8 settembre 1891 a Vic dal sacerdote Juan Collell Cuatrecasas insieme con Pía Criach Genestos.
Agli inizi si pensò di unire la giovane comunità con quella delle suore trinitarie di Madrid, che avevano le stesse finalità, ma il progetto non venne attuato. Nel 1897 furono emessi i primi voti da parte delle prime religiose e nel 1904 ebbe luogo la prima professione dei voti perpetui.
L'istituto ricevette il pontificio decreto di lode l'8 giugno 1957.

## Attività e diffusione
Le suore si dedicano all'assistenza alle giovani lavoratrici in pensionati, collegi e laboratori.
Oltre che in Spagna, sono presenti in Argentina, Brasile, Messico, Mozambico, Paraguay e Uruguay; la sede generalizia è a Vic.
Alla fine del 2015 l'istituto contava 90 religiose in 18 case.